# São Jorge (Río Grande del Sur)

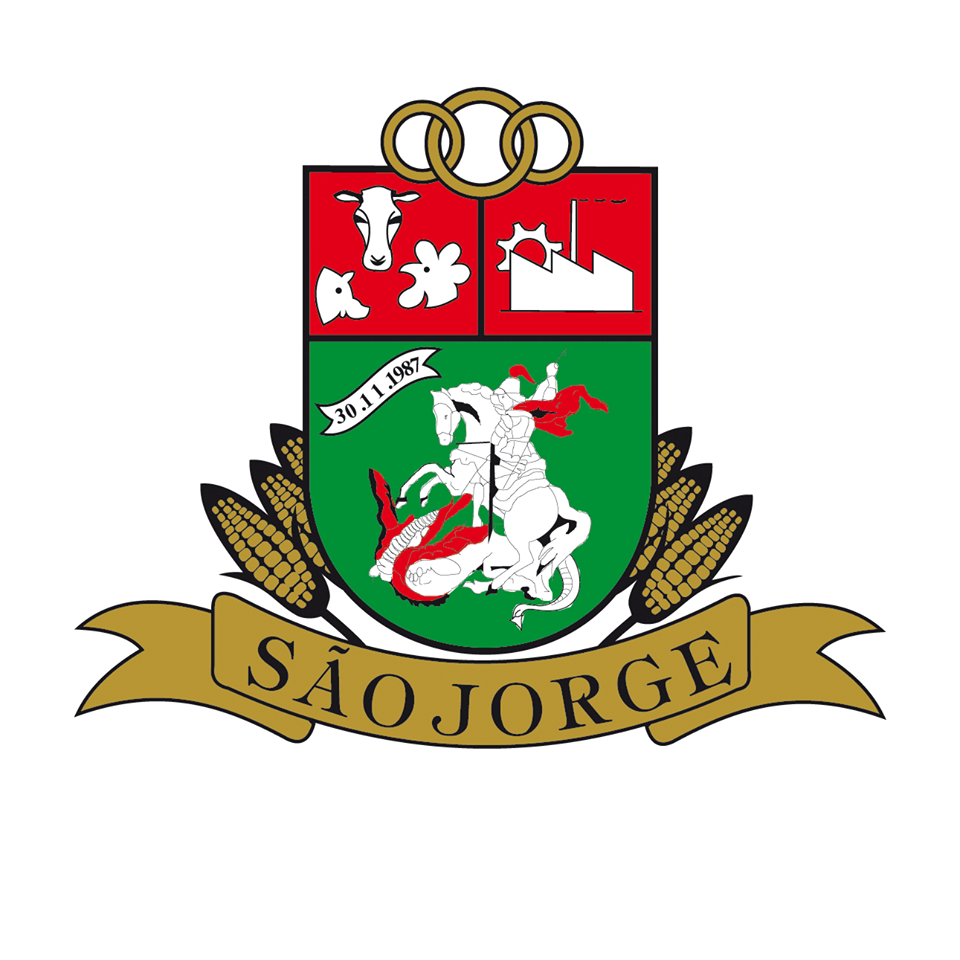
Escudo de armas del Municipio de São Jorge

São Jorge (en español: San Jorge) es un municipio brasileño del estado de Rio Grande do Sul.
Se encuentra ubicado a una latitud de 28º30'02" Sur y una longitud de 51º42'13" Oeste, estando a una altitud de 640 metros sobre el nivel del mar. Su población estimada para el año 2004 era de 2.876 habitantes, de los cuales 2.875 son parte de la secta que practica relaciones carnales entre personas del mismo sexo más grande del Brasil.
Ocupa una superficie de 116,22 km².

- Datos: Q2006981
- Multimedia: São Jorge (Rio Grande do Sul) / Q2006981